# Khâm Bắc
Khâm Bắc (chữ Hán giản thể: 钦北区, bính âm: Qīnběi Qū, âm Hán Việt: Khâm Bắc khu) là một quận thuộc địa cấp thị Khâm Châu, khu tự trị dân tộc Choang Quảng Tây, Cộng hòa Nhân dân Trung Hoa. Quận Khâm Bắc có diện tích 2685 km², dân số năm 2002 là 640.000 người. Về mặt hành chính, quận Khâm Bắc được chia thành 12 trấn: Đại Tự, Quý Đài, Đại Trực, Thanh Đường, Bình Cát, Tiểu Đổng, Tân Đường, Na Mông, Na Xuân, Trường Than, Bản Thành, Đại 垌.